# Reprezentacja Serbii i Czarnogóry w piłce wodnej mężczyzn
Reprezentacja Serbii i Czarnogóry w piłce wodnej mężczyzn – zespół, biorący udział w imieniu Serbii w meczach i sportowych imprezach międzynarodowych w piłce wodnej, powoływany przez selekcjonera, w którym mogą występować wyłącznie zawodnicy posiadający obywatelstwo SR Jugosławii (od 27 kwietnia 1992 do 4 lutego 2003 roku) oraz Serbii i Czarnogóry (od 4 lutego 2003 do 8 czerwca 2006 roku). Za jej funkcjonowanie odpowiedzialny był Jugosłowiański Związek Piłki Wodnej (VSJ), a potem Związek Piłki Wodnej Serbii i Czarnogóry (VSSiCG), który był członkiem Międzynarodowej Federacji Pływackiej. Po jego rozwiązaniu oba państwa będące następcami nadal znajdowały się na czele świata, ale Serbia odniosła dużo większy sukces.

## Historia
W 1992 po rozpadzie SFR Jugosławii reprezentacja SR Jugosławii, a od 2003 Serbii i Czarnogóry (jako następca reprezentacji Jugosławii) rozegrała swój pierwszy oficjalny mecz na Mistrzostwach Europy.

## Udział w turniejach międzynarodowych

### Igrzyska olimpijskie
Reprezentacja Serbii i Czarnogóry 3-krotnie występowała na Igrzyskach Olimpijskich. Najwyższe osiągnięcie to srebrne medale w 2004 roku.

### Mistrzostwa świata
Dotychczas reprezentacji Serbii i Czarnogóry 5 razy udało się awansować do finałów MŚ. Najwyższe osiągnięcie to mistrzostwo w 2005.

### Puchar świata
Serbia i Czarnogóra 4 razy uczestniczyła w finałach Pucharu świata. W 2006 zdobyła trofeum.

### Mistrzostwa Europy
Drużynie Serbii i Czarnogóry 4 razy udało się zakwalifikować do finałów ME. W 2001 i 2003 została mistrzem kontynentu.

## Selekcjonerzy
- Nikola Stamenić (1992–1999)
- Nenad Manojlović (1999–2004)
- Petar Porobić (2004–2006)